# Elezioni regionali in Umbria del 1990
Le elezioni regionali in Umbria del 1990 si tennero il 6-7 maggio. Francesco Mandarini, presidente uscente è stato riconfermato presidente della regione.

## Risultati elettorali
| Liste                                                  | Voti    | %     | Seggi |
| ------------------------------------------------------ | ------- | ----- | ----- |
| Partito Comunista Italiano (PCI)                       | 221.330 | 38,36 | 12    |
| Democrazia Cristiana (DC)                              | 158.727 | 27,51 | 9     |
| Partito Socialista Italiano (PSI)                      | 92.802  | 16,08 | 5     |
| Movimento Sociale Italiano - Destra Nazionale (MSI-DN) | 25.664  | 4,45  | 1     |
| Caccia Pesca Ambiente (CPA)                            | 19.078  | 3,31  | 1     |
| Partito Repubblicano Italiano (PRI)                    | 15.828  | 2,74  | 1     |
| Lista Verde (LV)                                       | 12.467  | 2,16  | 1     |
| Verdi Arcobaleno (VA)                                  | 8.001   | 1,39  | -     |
| Democrazia Proletaria (DP)                             | 7.081   | 1,23  | -     |
| Partito Socialista Democratico Italiano (PSDI)         | 6.843   | 1,19  | -     |
| Partito Liberale Italiano (PLI)                        | 4.358   | 0,76  | -     |
| Lista Pensionati                                       | 3.434   | 0,60  | -     |
| Lega Centro Umbria                                     | 1.370   | 0,24  | -     |
| Totale                                                 | 576.973 |       | 30    |

| Riepilogo dei seggi | Riepilogo dei seggi | Riepilogo dei seggi | Riepilogo dei seggi | Riepilogo dei seggi | Riepilogo dei seggi | Riepilogo dei seggi |
| ------------------- | ------------------- | ------------------- | ------------------- | ------------------- | ------------------- | ------------------- |
|                     |                     |                     |                     |                     |                     |                     |
| PCI                 | 12                  | ▼ 2                 |                     | PSI                 | 5                   | ▲ 1                 |
| LV                  | 1                   | Nuovo               |                     | CPA                 | 1                   | Nuovo               |
| PRI                 | 1                   | ━                   |                     | DC                  | 9                   | ━                   |
| MSI-DN              | 1                   | ▼ 1                 |                     |                     |                     |                     |